# Trochosa lugubris
Trochosa lugubris là một loài nhện trong họ Lycosidae.
Loài này thuộc chi Trochosa. Trochosa lugubris được Octavius Pickard-Cambridge miêu tả năm 1885.